# مكتب رئيس أوكرانيا
مكتب رئيس أوكرانيا (بالأوكرانية: Офіс Президента України) هي هيئة استشارية دائمة أنشأها رئيس أوكرانيا وفقًا للبند 28، المادة 106 من دستور أوكرانيا. تتمثل واجبات المكتب في تقديم المساعدة والدعم الإداري والقانوني والاستشاري والإعلامي والتحليلي وغيرها إلى الرئيس عند ممارسة السلطات التي ينص عليها دستور أوكرانيا.